# 21e Leger (Sovjet-Unie)
Het 21e Leger (Russisch: 21-я армия) was een onderdeel van het Rode Leger tijdens de Tweede Wereldoorlog. Het leger werd eerst ingezet op de centrale as van het oostfront, raakte zwaar aangeslagen rond Kiev en later bij Charkov en was zeer succesvol rond Stalingrad en in de winterslagen. Daardoor werd het leger Garde status toegekend. Heropgericht een paar maanden later, vocht het leger opnieuw rond Smolensk, tegen de Finnen ten noorden van Leningrad en trok later op door Zuidelijk Polen, via Silezië en eindigend in Tsjechoslowakije.

## Krijgsgeschiedenis

### Eerste oprichting

Operatie Uranus – November 1942

Het 21e Leger werd gevormd in juni 1941 in het militaire district Wolga.
Met het uitbreken van de oorlog werd het leger opgenomen in het Reserve Front van het Stavka. Wegens de zich snel verslechterende situatie, werd het leger op 2 juli 1941 overgeplaatst naar het Westelijk Front en kwamen hier in actie op de centrale as. In de Slag om Smolensk (10 juli - 10 september) sloegen ze het offensief van sterke Duitse troepen in de buurt van Rogatsjev en Zjlobin af en bevrijdden deze steden op 13 juli door een tegenaanval uit te voeren. Het leger werd op 6 september 1941 overgebracht naar het Zuidwestelijk Front en nam deel aan de verdediging van Kiev (7 juli - 26 september). Onder de slagen van superieure Duitse troepen werden het leger gedwongen zich terug te trekken. Eenmaal omsingeld ten oosten van Kiev, leed het zware verliezen en slechts enkele groepen braken in de tweede helft van september door van de omsingeling en bereikten de rivier de Psel, vanwaar ze naar het gebied van Ochtyrka werden gebracht voor heropbouw.
Tot 12 mei 1942 verdedigde het leger het oosten van Belgorod langs de Donets, en nam vervolgens deel aan de Tweede Slag om Charkov (12-29 mei) en de verdediging rond Voronezj (28 juni - 24 juli). Op 12 juli 1942 werd het leger overgeplaatst naar het Stalingrad Front en nam deel aan de Slag om Stalingrad. Het leger verdedigde langs de linkeroever van de Don in de sector Kletskaya - Serafimovich. In november en december nam het leger deel aan het tegenoffensief bij Stalingrad. Vervolgens voltooiden zijn troepen met succes, in samenwerking met andere fronttroepen, de omsingeling van de Duitse troepen en namen deel aan de nederlaag ervan.
Op 3 februari 1943 werd het leger teruggetrokken in het Reservefront van het Stavka, op 15 februari werd het opgenomen in het Centraal Front en op 14 maart werd het overgeplaatst naar het Voronezjfront.
Dankzij de uitstekende militaire prestaties in deze winter, werd het 21e Leger op 22 april 1943 de Garde-status verleend en werd omgedoopt in 6e Gardeleger.

### Tweede formatie

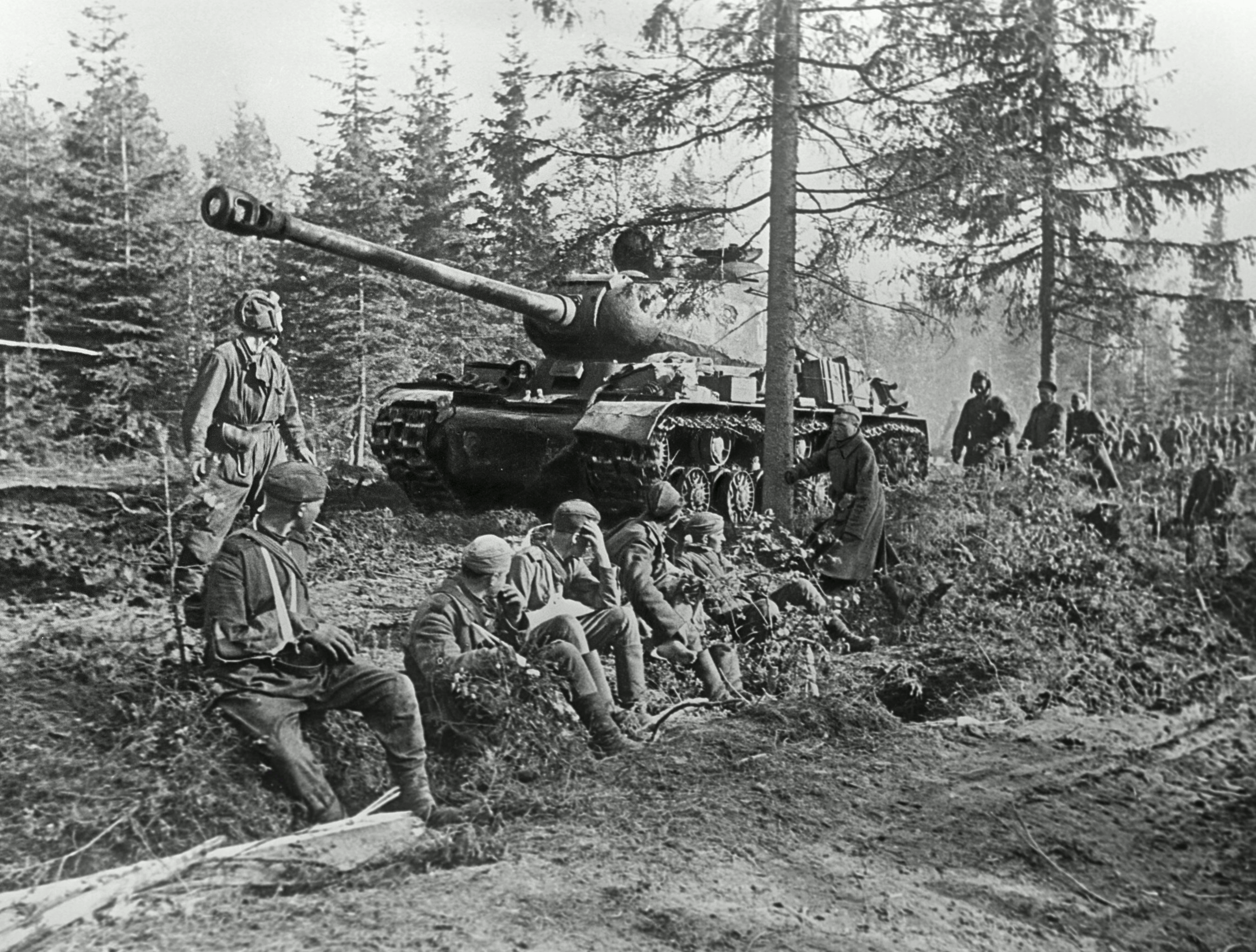
IS-2 tank van het 27e Garde Tank Doorbraakregiment, Karelië 1944

Het 21e Leger werd op 12 juli 1943 opnieuw opgericht op basis van het 3e Reserveleger.
Op 23 juli 1943 werd het leger overgeplaatst van het Reservefront van het Stavka naar het Westelijk Front en kwam daar in actie tijdens de Slag bij Smolensk (7 augustus - 2 oktober). Tijdens deze operatie brak het leger door de Duitse verdediging en ontwikkelden ze het offensief, in samenwerking met de troepen van de 10e Garde- en de 33e Legers, stak de rivieren Desna en Sozj over, versloeg de troepen van het Duitse 4e Leger en veroverde de Baevo-Lenino-lijn.
Eind oktober 1943 werden de troepen van het leger ondergebracht in het 33e en 68e Leger. De staf werd overgebracht naar de Stavka-reserve en in november werden twee nieuwe fuselierkorpsen toebedeeld. Op 28 april 1944 werd het leger onderdeel van het Leningradfront en werd geconcentreerd in de regio ten zuidwesten van Leningrad. Vervolgens werd het leger overgeplaatst naar de westelijke zijde van de Karelische Landengte voor het Vyborg Offensief vanaf 10 juni 1944. Het leger veroverde Vyborg 10 dagen later, maar tegen 15 juli was de verdere opmars gestopt. Op 21 september werd het leger teruggetrokken in het Reserve Front en zijn troepen werden overgegeven aan het 59e Leger. Vervolgens werd de staf overgebracht naar de Narva-sector om de zuidkust van de Finse Golf te verdedigen. Vanaf 1 oktober 1944 bevond het leger zich in de reserve van het Stavka, vanaf 17 november werd het leger korte tijd deel van het 3e Wit-Russische Front, maar was alweer vanaf 1 december Stavka reserve. Vanaf 11 december 1944 maakte het leger deel uit van het 1e Oekraïense Front.
Tijdens de Sandomierz-Silezische Operatie (12 januari - 3 februari 1945) opereerde het leger initieel als tweede echelon van het front. Ze opereerde in de richting van Tarnowice – Oppeln. Gebruikmakend van het succes van het offensief rond Breslau, dreigde het leger de Duitse troepen in Silezië te omsingelen, waardoor deze moesten terugtrekken. Eind januari 1945 veroverden het leger, in samenwerking met het 59e Leger, op 28 januari de belangrijke steden Katowice en Chorzów en maakten ze het Silezische industriële gebied vrij van Duitse troepen. In maart 1945 nam het leger deel aan de Opper-Silezië Operatie (15 - 31 maart), waarbij het, in samenwerking met het 4e Garde Tankleger en het 59e Leger, vijf Duitse infanteriedivisies omsingelde en versloeg. Vervolgens trokken de troepen van het leger naar de uitlopers van het Sudetenland, ten zuidwesten van Breslau. Deelnemend aan het Praagoffensief (6 - 11 mei 1945), bereikte het leger op 10 mei uiteindelijk het gebied rond Pardubice. Daar eindigden de vijandelijkheden.
Het 21e Leger werd op 30 juli 1945 ontbonden.

## Commandanten
| Rang                                                       | Naam                  | Begin             | Eind                |
| ---------------------------------------------------------- | --------------------- | ----------------- | ------------------- |
| Luitenant-generaal                                         | Vasili Gerasimenko    | juni 1941         | 10 juli 1941        |
| Kolonel-generaal                                           | Fjodor Koeznetsov     | 10 juli 1941      | 24 juli 1941        |
| Luitenant-generaal                                         | Michail Jefremov      | 24 juli 1941      | 7 augustus 1941     |
| Generaal-majoor                                            | Vasili Gordov         | 7 augustus 1941   | 24 augustus 1941    |
| Luitenant-generaal                                         | Vasili Koeznetsov     | 25 augustus 1941  | 26 september 1941   |
| Kolonel-generaal                                           | Jakov Tsjerevitsjenko | 26 september 1941 | 4 oktober 1941      |
| Kolonel-generaal                                           | Fjodor Koeznetsov     | 5 oktober 1941    | 10 oktober 1941     |
| Generaal-majoor                                            | Vasili Gordov         | 15 oktober 1941   | 5 juni 1942         |
| Generaal-majoor                                            | Alexej Danilov        | 5 juni 1942       | 14 oktober 1942     |
| Generaal-majoor Luitenant-generaal (vanaf 18 januari 1943) | Ivan Tsjistjakov      | 15 oktober 1942   | 22 april 1943       |
|                                                            |                       |                   |                     |
| Luitenant-generaal                                         | Nikolaj Krylov        | 12 juli 1943      | 24 oktober 1943     |
| Luitenant-generaal                                         | Evgeny Zjoeravlev     | 24 oktober 1943   | 25 februari 1944    |
| Luitenant-generaal                                         | Vasili Sjvetsov       | 25 februari 1944  | 28 april 1944       |
| Luitenant-generaal Kolonel-generaal (vanaf 18 juni 1944)   | Dmitri Goesev         | 28 april 1944     | einde van de oorlog |